# Seinabo Sey
Seinabo Sey (Södermalm, 7 de outubro de 1990) é uma compositora sueca.

## Início da vida
Seinabo Sey nasceu em Södermalm, Estocolmo, em 7 de outubro de 1990. Ela tem ascendência sueca e gambiana. Ela se mudou para Halmstad, Suécia, com oito anos de idade e participou de do programa musical Östergårdsskolans para talentosos adolescentes.
Sey foi inspirada musicalmente por artistas como Alicia Keys e Beyoncé. Ela cresceu em Halmstad, Suécia, rodeado por arte e criatividade. Seu pai Maudo Sey foi um renomado músico em Gâmbia e Senegal, África Ocidental. A sua mãe é sueca. Em uma entrevista, Sey lembrou assistir a MTV desde seus nove anos de idade, o que a levou a se tornar obcecada por música e canto. Sey tinha aspirações acadêmicas e queria estudar em Yale como uma adolescente, foi inspirada por um personagem na série Gilmore Girls. Ela tomou passos acadêmicos rumo a esse sonho, inscreveu-se em um programa de bacharelado internacional em Halmstad, na Suécia, embora com 16 anos de idade, ela acabou mudando de curso, movendo-se para Estocolmo e, mais tarde, pós-graduou em um programa de estética da Fryshusets com uma concentração na soul music.
Em uma entrevista Sey observou: "eu estava realmente academicamente rastreadas... Eu gostava de cantar, mas eu nunca poderia me imaginar cantando sozinha. Eu tentei afastar todo o sonho de música e pensei que eu tinha que fazer algo mais na linha do que, como tornar-se um advogada ou algo assim, até que eu estava em torno dos dezesseis anos. Mas então que eu percebi que eu realmente não podia viver naquela pequena cidade, então eu me mudei para Estocolmo e comecei a frequentar uma escola de música".

## Prémios e distinções
- 2014 - Revelação do ano - Swedish Music Publishers Prize[9]
- 2015 - Melhor novato - Suécia Grammy Awards[10]
- 2015 - Artista do ano em Soul/R&B Kingsize Awards[11]

## Discografia

### Álbuns
| Título  | Detalhes do álbum                                                                               | Pico do gráfico de posições | Pico do gráfico de posições | Certificações         |
| Título  | Detalhes do álbum                                                                               | SUE                         | NOR                         | Certificações         |
| ------- | ----------------------------------------------------------------------------------------------- | --------------------------- | --------------------------- | --------------------- |
| Pretend | - Lançado Em: 23 De Outubro De 2015 - Rótulo: Sweden Music - Formatos: CD, LP, download digital | 4                           | 29                          | - IFPI: Platina (NOR) |

### Canções
| Título      | Ano  | Pico do gráfico de posições | Pico do gráfico de posições | Pico do gráfico de posições | Pico do gráfico de posições | Pico do gráfico de posições | Certificações                                                           | Álbum   |
| Título      | Ano  | SUE                         | AUT                         | BEL                         | DIN                         | NOR                         | Certificações                                                           | Álbum   |
| ----------- | ---- | --------------------------- | --------------------------- | --------------------------- | --------------------------- | --------------------------- | ----------------------------------------------------------------------- | ------- |
| "Younger"   | 2013 | 14                          | 54                          | 32                          | 12                          | 1                           | - IFPI: 3× Platina (SUE} - IFPI: Platina (DIN) - IFPI: 7× Platina (NOR) | Pretend |
| "Hard Time" | 2014 | —                           | —                           | —                           | —                           | —                           | - IFPI: Ouro (NOR)                                                      | Pretend |
| "Poetic"    | 2015 | —                           | —                           | —                           | —                           | —                           |                                                                         | Pretend |